# Стадион Тушањ
Стадион Тушањ је стадион у Тузли, Босна и Херцеговина на којем игра босанскохерцеговачки премијерлигаш Слобода. Име је добио по делу града у којем је смештен.

## Историја
Стадион Тушањ почео се градити у пролеће 1947. године. Радили су га ударнички омладинци из средњих школа Тузле и помагали тузлански радници. У том периоду после Другог светског рата систем фудбалских такмичења се стално мењао и није се знало где ћеш односно у којој лиги ћеш догодине играти, па је полако опадао почетни ентузијазам и радови су престали.
У то време Слобода је играла на терену Пролетера из Креке.
Формирање Зонске лиге 1955. године, у којој је Слобода играла са екипама ФК Сарајева, Борца, Челика и Жењезничара, је почело привлачити велику пажњу тузланске публике. Слободине добре игре и високи пласман у Зони, обновио је радове на стадиону на Тушњу. 
Свечано отварање стадиона одржано је 28. јула 1957. године пријатељском утакмицом Слобода — Загреб, која је зваршена резултатом 5:2, пред преко 10.000 гледалаца.
Стадион је добио рефлекторе 1979. године.
Ново реновирање уследило је 2004. године.